# Ben Grieve
Pour les articles homonymes, voir Grieve.
Benjamin Grieve (né le 4 mai 1976 à Arlington, Texas, États-Unis) est un joueur de champ extérieur au baseball qui a joué dans les Ligues majeures de 1997 à 2005.
Il a participé au match des étoiles et été élu recrue de l'année dans la Ligue américaine à sa première saison complète en 1998.

## Carrière
Ben Grieve est un choix de première ronde (deuxième joueur sélectionné au total) des Athletics d'Oakland en 1994. Classé parmi les meilleurs joueurs d'avenir avant son entrée dans les majeures, il est rappelé des ligues mineures à la fin de la saison 1997. Il fait ses débuts avec les Athletics le 3 septembre et frappe dans une moyenne au bâton de,312 avec 3 coups de circuit et 24 points produits en seulement 24 parties.
À sa première saison complète en 1998, il maintient une moyenne de,288 avec 18 circuits et 89 points produits, ainsi qu'un sommet personnel en carrière de 168 coups sûrs. Il est invité au match des étoiles à la mi-saison et est voté à l'automne recrue par excellence de la Ligue américaine de baseball.
En 1999, il frappe 28 circuits et produit 86 points. En 2000, il frappe 27 circuits et produit un record personnel de 104 points.
Le 8 janvier 2001 survient une transaction majeure à trois clubs. Sept joueurs (dont Johnny Damon, Angel Berroa et Cory Lidle) sont impliqués et Ben Grieve prend le chemin de Tampa Bay.
Les statistiques offensives de Grieve chutent drastiquement une fois arrivé chez les Devil Rays. De 2000 à 2001 seulement, sa moyenne de puissance passe de,487 à ,387. Les blessures et les contre-performances marqueront les dernières années de sa carrière. Il évolue à Tampa jusqu'en 2003, s'aligne avec les Brewers de Milwaukee pendant une partie de la saison 2004 avant d'être transféré aux Cubs de Chicago. Invité au camp d'entraînement des Pirates de Pittsburgh en 2005, il est retranché avant le début de la saison. Les Cubs lui offrent une nouvelle chance mais Grieve passe la majeure partie de l'année en ligues mineures, ne jouant que 23 parties avec le grand club. Il obtient en 2006 un contrat des ligues mineures des White Sox de Chicago mais ne parvient pas à revenir dans les majeures.
En 976 parties jouées en MLB, Ben Grieve a maintenu une moyenne au bâton de,269 avec 864 coups sûrs, 118 circuits, 492 points produits et 471 points marqués.

## Vie personnelle
Ben Grieve est le fils de Tom Grieve, un ancien joueur ayant évolué dans les Ligues majeures de 1970 à 1979 avant de devenir manager général des Rangers du Texas puis commentateur sportif à la télévision américaine.
Ben et Tom Grieve sont le premier duo père-fils à être tous deux draftés en première ronde par une équipe du baseball majeur. Tom fut sélectionné au premier tour par les Senators de Washington en 1966.